# Sellos de España en 2002
Los sellos de España en el año 2002 fueron puestos en circulación por la Sociedad Estatal Correos y Telégrafos de España (la impresión se realizó en la Fábrica Nacional de Moneda y Timbre). En total se emitieron 102 sellos postales (12 en hoja bloque), comprendidos en 38 series filatélicas de temáticas diversas.

## Descripción
| Fecha de emisión | Nombre de la serie y/o del sello (descripción) | Dimensiones (mm)            | Valor facial (en €) |
| ---------------- | --- | --------------------------- | ------------------- |
| 02.01            | «Serie básica» 1) La efigie del rey Juan Carlos I en color negro | 24,8 × 28,8                 | 0,01                |
| 02.01            | 2) La efigie del rey Juan Carlos I en color azul | 24,8 × 28,8                 | 0,05                |
| 02.01            | 3) La efigie del rey Juan Carlos I en color azul grisáceo | 24,8 × 28,8                 | 0,10                |
| 02.01            | 4) La efigie del rey Juan Carlos I en color tinto | 24,8 × 28,8                 | 0,25                |
| 02.01            | 5) La efigie del rey Juan Carlos I en color gris | 24,8 × 28,8                 | 0,50                |
| 02.01            | 6) La efigie del rey Juan Carlos I en color púrpura | 24,8 × 28,8                 | 0,75                |
| 02.01            | 7) La efigie del rey Juan Carlos I en color verde | 24,8 × 28,8                 | 1,00                |
| 02.01            | 8) La efigie del rey Juan Carlos I en color rojo | 24,8 × 28,8                 | 2,00                |
| 02.01            | «España 2002. Presidencia española de la Unión Europea» 1) El logotipo de la Presidencia española de la Unión Europea de 2002, conocido como Piel de toro, en fondo blanco | 40,9 × 28,8                 | 0,25                |
| 02.01            | 2) El mismo logotipo en fondo anaranjado | 40,9 × 28,8                 | 0,50                |
| 25.01            | «Árboles» 1) La sabina negra (Juniperus phoenicea) | 33,2 x33,2 –romboide–       | 0,25                |
| 25.01            | 2) El olmo (Ulmus minor) | 33,2 x33,2 –romboide–       | 0,50                |
| 22.02            | «La flor y el paisaje» Fragmentos de obras del pintor extremeño Eduardo Naranjo 1) Orquídea III (la tarde). 1999 | 24,5 × 35,0                 | 0,25                |
| 22.02            | 2) Rosa del plato. 1999 | 24,5 × 35,0                 | 0,25                |
| 22.02            | 3) Yo con una flor de otoño. 1999 | 24,5 × 35,0                 | 0,25                |
| 22.02            | 4) Iris lirio. 1996 | 24,5 × 35,0                 | 0,25                |
| 22.02            | 5) Orquídea IV (la noche). 1999 | 24,5 × 35,0                 | 0,25                |
| 22.02            | 6) Rosa semimarchita. 1998 | 24,5 × 35,0                 | 0,25                |
| 22.02            | 7) Orquídea II (la mañana). 1999 | 24,5 × 35,0                 | 0,25                |
| 22.02            | 8) Orquídea I (la aurora). 1999 | 24,5 × 35,0                 | 0,25                |
| 22.02            | «Exposición Mundial de Filatelia Juvenil – Salamanca 2002» (HB) 1) Logotipo de la exposición La hoja bloque muestra el cartel del evento | 40,9 × 28,8 (78 × 105)      | 0,50                |
| 22.02            | 2) En el sello se ven las cúpulas de la Catedral Vieja y de la Nueva de Salamanca | 40,9 × 28,8 (78 × 105)      | 1,80                |
| 25.02            | «Centenarios» 1) Conmemoración del tercer centenario de la fundación del Monte de Piedad en España (origen de Caja Madrid), fundado por el sacerdote Francisco Piquer, cuyo retrato aparece en el sello, así como el emblema de la entidad | 28,8 × 40,9                 | 0,25                |
| 25.02            | 2) Centenario de la fundación del club deportivo Real Madrid. En el sello se reproduce el logotipo oficial de este evento | 40,9 × 28,8                 | 0,75                |
| 26.02            | «Philaiberia 2002 Tarazona» (HB) 1) Celebración del VI Campeonato Hispano-Portugués de Filatelia (Philaiberia) en la localidad de Tarazona (Zaragoza). En el sello se reproduce el friso del Ayuntamiento de Tarazona que representa la entrada triunfal de Carlos V en Bolonia En la hoja bloque se puede ver la fachada del edificio                                                     | 40,9 × 28,8 (105 × 78)      | 2,10                |
| 27.02            | «Alejandro Mon» 1) Retrato del político asturiano Alejandro Mon | 28,8 × 40,9                 | 0,25                |
| 28.02            | «Homenaje a la peseta» 1) Motivo alusivo a la desaparición de la peseta como moneda de curso legal en España | 28,8 × 40,9                 | 0,25                |
| 08.03            | «Naturaleza» 1) El espacio natural de la Ribeira Sacra en Galicia | 28,8 × 40,9                 | 0,75                |
| 08.03            | 2) El parque natural de Cabo de Gata en la provincia de Almería | 40,9 × 28,8                 | 2,10                |
| 15.08            | «75º aniversario Academia General Militar de Zaragoza» 1) Un caballero cadete de la Academia General Militar de Zaragoza con uniforme de época | 28,8 × 40,9                 | 0,25                |
| 22.03            | «Deportes» 1) Centenario del Real Unión Club de Irún, cuyos escudo y bandera están plasmados en el sello | 28,8 × 40,9                 | 0,50                |
| 25.03            | «Día del Sello - El coleccionista filatélico (IFSDA)» 1) Motivo alusivo al coleccionismo filatélico y las siglas de la IFSDA (International Federation of Stamp Dealer’s Association; en español, Federación Internacional de Asociaciones de Comerciantes de Sellos) | 40,9 × 28,8                 | 0,25                |
| 08.04            | «Castillos» 1) El Castillo de Bañeres de Mariola en la provincia de Alicante | 40,9 × 28,8                 | 0,25                |
| 08.04            | 2) El Castillo de Sotomayor en la provincia de Pontevedra | 40,9 × 28,8                 | 0,50                |
| 08.04            | 3) El Castillo de Doña Urraca en la localidad de Calatorao (Zaragoza) | 40,9 × 28,8                 | 0,75                |
| 15.04            | «Centenarios» 1) 1200º aniversario de la fundación de Tudela (Navarra). En el sello se reproduce una perspectiva de la ciudad desde el puente romano sobre el Ebro | 40,9 × 28,8                 | 0,75                |
| 15.04            | 2) Milenario del monasterio de Sant Cugat (Barcelona) | 40,9 × 28,8                 | 1,80                |
| 08.05            | «Centenarios» 1) Retrato del poeta Luis Cernuda con motivo del centenario de su nacimiento y de fondo la Puerta del León del Real Alcázar de Sevilla, ciudad natal del poeta | 40,9 × 28,8                 | 0,50                |
| 08.05            | 2) Retrato del doctor gaditano Federico Rubio y Galí junto a dos enfermeras con motivo del centenario de su fallecimiento | 40,9 × 28,8                 | 0,50                |
| 09.05            | «Europa 2002» 1) Serie anual a cargo de PostEurop, ese año bajo el tema El circo; el sello muestra el motivo alusivo ganador | 40,9 × 28,8                 | 0,50                |
| 10.05            | «Bicentenario de la reincorporación de Menorca a la Corona Española» 1) Ilustración alusiva a la reincorporación de Menorca a la Corona Española en 1802: dos caballeros españoles y dos ingleses con trajes de la época hacen la paz en una playa de la isla | 40,9 × 28,8                 | 0,50                |
| 11.05            | «Caballos» (HB) Serie dedicada a los IV Juegos Ecuestres Mundiales celebrados en Jerez de la Frontera entre el 10 y el 22 de septiembre de ese año y que muestra ilustraciones de las siete disciplinas hípicas 1) Doma | 66,4 × 28,8 (223,3 × 115,2) | 0,25                |
| 11.05            | 2) Volteo | 66,4 × 28,8 (223,3 × 115,2) | 0,25                |
| 11.05            | 3) Enganches | 66,4 × 28,8 (223,3 × 115,2) | 0,25                |
| 11.05            | 4) Reining | 66,4 × 28,8 (223,3 × 115,2) | 0,25                |
| 11.05            | 5) Raid | 66,4 × 28,8 (223,3 × 115,2) | 0,25                |
| 11.05            | 6) Concurso completo | 66,4 × 28,8 (223,3 × 115,2) | 0,75                |
| 11.05            | 7) Saltos La hoja bloque contiene además dos viñetas sin valor postal con el logotipo oficial y la mascota del evento | 66,4 × 28,8 (223,3 × 115,2) | 1,80                |
| 31.05            | «La Dolores» 1) Representación de La Dolores, un personaje popular de coplas, y de fondo un mesón típico de la ciudad de Calatayud (Zaragoza) | 40,9 × 28,80                | 0,50                |
| 07.06            | «Exfilna 2002 – Salamanca» (HB) 1) Reproducción de la fachada oeste de la Plaza Mayor, con motivo de la XL Exposición Filatélica Nacional (Exfilna), celebrada en Salamanca | 40,9 × 28,8                 | 0,25                |
| 07.06            | 2) La fachada norte de la Plaza Mayor (el Ayuntamiento) | 40,9 × 28,8                 | 0,25                |
| 07.06            | 3) La fachada este de la Plaza Mayor (Pabellón Real) | 40,9 × 28,8                 | 0,25                |
| 07.06            | 4) Vista aérea de la Plaza Mayor La hoja bloque muestra además los logotipos de Correos y Telégrafos, de la FESOFI, de Salamanca 2002 y de la Caja Duero, así como el edificio de la sede social de esta última | 40,9 × 28,8                 | 1,80                |
| 10.06            | «75º aniversario del primer vuelo de Iberia» 1) El avión trimotor de fabricación alemana, un Rohrbach Ro VIII Roland, que realizó el primer vuelo comercial de Iberia en 1927 con la ruta Madrid-Barcelona | 40,9 × 28,8                 | 0,25                |
| 10.06            | 2) Un Boeing 747, el avión de mayor capacidad de la flota actual de la compañía aérea | 40,9 × 28,8                 | 0,50                |
| 27.07            | «Vinos con denominación de origen» 1) La D.O. Rías Baixas de Galicia; en el sello se reproduce un racimo de uvas de la variedad albariño y el logotipo distintivo del vino | 28,8 × 40,9                 | 0,25                |
| 20.09            | «Vinos con denominación de origen» 1) La D.O. Rioja; en el sello se reproduce un racimo de uvas de la variedad tempranillo, una copa con vino y el logotipo distintivo | 28,8 × 40,9                 | 0,50                |
| 20.09            | 2) La D.O.C. Manzanilla-Sanlúcar de Barrameda de Sanlúcar de Barrameda (Cádiz); en el sello se reproduce un racimo de uvas de la variedad palomino, una copa con vino y el logotipo distintivo | 28,8 × 40,9                 | 0,75                |
| 27.09            | «Correspondencia epistolar escolar – Historia de España III» Serie monográfica estudiantil, cuyas ilustraciones son obra de los humoristas gráficos Gallego & Rey 1) Cervantes, El Quijote (1605) | 40,9 × 28,8                 | 0,10                |
| 27.09            | 2) Felipe IV y el Conde Duque de Olivares (1621) | 40,9 × 28,8                 | 0,10                |
| 27.09            | 3) Quevedo y Góngora (1625) | 40,9 × 28,8                 | 0,10                |
| 27.09            | 4) Velázquez (1656) | 40,9 × 28,8                 | 0,10                |
| 27.09            | 6) Carlos II el Hechizado (1665) | 40,9 × 28,8                 | 0,10                |
| 27.09            | 5) Felipe V (1701) | 40,9 × 28,8                 | 0,10                |
| 27.09            | 7) Fernando VI (1746) | 40,9 × 28,8                 | 0,10                |
| 27.09            | 8) Carlos III (1759) | 40,9 × 28,8                 | 0,10                |
| 27.09            | 9) el Motín de Esquilache (1766) | 40,9 × 28,8                 | 0,10                |
| 27.09            | 10) Jovellanos (1781) | 40,9 × 28,8                 | 0,10                |
| 27.09            | 11) Carlos IV (1789) | 40,9 × 28,8                 | 0,10                |
| 27.09            | 12) El ministro Godoy (1792) | 40,9 × 28,8                 | 0,10                |
| 27.09            | «Temple expiatori de la Sagrada Familia» 1) Reproducción del Templo de la Sagrada Familia en Barcelona, en conmemoración del 150.º aniversario del nacimiento de su creador, el arquitecto Gaudí | 28,8 × 40,9                 | 0,50                |
| 30.09            | «Música» Ocho obras de la serie titulada La música realizada por el pintor burgalés Goyo Domínguez 1)Dos hombres con laúd y flauta | 35,0 × 24,5                 | 0,25                |
| 30.09            | 2) Florero y laúd | 35,0 × 24,5                 | 0,25                |
| 30.09            | 3) Flores, violín y reloj | 35,0 × 24,5                 | 0,25                |
| 30.09            | 4) Hombre con laúd y mujer | 35,0 × 24,5                 | 0,25                |
| 30.09            | 5) Mujer con laúd | 35,0 × 24,5                 | 0,25                |
| 30.09            | 6) Flores, violín y pentagrama | 35,0 × 24,5                 | 0,25                |
| 30.09            | 7) Flores, granada y violín | 35,0 × 24,5                 | 0,25                |
| 30.09            | 8) Mujer con laúd y corona de flores | 35,0 × 24,5                 | 0,25                |
| 14.10            | «UPAEP 2002» 1) Un colorido puzle, cuyas piezas contienen letras que ordenadas hacen la palabra 'analfabetismo', es el diseño elegido por España para la emisión conjunta de la UPAEP de ese año bajo el tema "Educación" | 40,9 × 28,8                 | 0,75                |
| 25.10            | «Milenario de la muerte de Almanzor» 1) La silueta de Almanzor, militar y político andalusí, su nombre en caligrafía árabe y el patio de columnas de la Mezquita de Córdoba | 40,9 × 28,8                 | 0,75                |
| 04.11            | «Dijous bo» 1) Un cesto de esparto y palma típico de las Baleares como motivo del sello dedicado a la feria anual de la localidad de Inca (Mallorca) conocida como Dijou bó (Jueves bueno) | 28,8 × 40,9                 | 0,75                |
| 08.11            | «Patrimonio Mundial» 1) El Paisaje Cultural de Aranjuez: una de las cúpulas del Palacio Real | 28,8 × 40,9                 | 0,25                |
| 08.11            | 2) Arquitectura mudéjar de Aragón: la Colegiata de Santa María la Mayor en Calatayud | 28,8 × 40,9                 | 0,25                |
| 08.11            | 3) Arquitectura mudéjar de Aragón: detalle arquitectónico de la Iglesia de San Martín en Teruel | 28,8 × 40,9                 | 0,50                |
| 08.11            | 4) Arquitectura mudéjar de Aragón: la Iglesia de Santa María en la localidad de Tobed (Zaragoza) | 28,8 × 40,9                 | 0,75                |
| 08.11            | 5) Arquitectura mudéjar de Aragón: la Iglesia de Santa Tecla en la localidad de Cervera de la Cañada, (Zaragoza) – diseño en blanco y negro del alfarje que decora el coro | 28,8 × 40,9                 | 1,80                |
| 08.11            | 6) Arquitectura mudéjar de Aragón: detalle arquitectónico de la Iglesia de San Pablo en Zaragoza | 28,8 × 40,9                 | 2,10                |
| 15.11            | «Paradores de turismo» 1) El Parador de Alcañiz, levantado en un castillo-convento del siglo XII, en la localidad de Alcañiz (Teruel) | 40,9 × 28,8                 | 0,25                |
| 17.11            | «Exposición Mundial de Filatelia Juvenil - España 2002» (HB) Siete sellos con motivo de la Exposición Mundial de Filatelia Juvenil celebrada en Salamanca entre el 16 y el 24 de noviembre) 1) Cine: en la hoja bloque los retratos del actor Francisco Rabal y los directores Icíar Bollaín y Julio Medem. En el sello el nombre de éstos escrito en una claqueta cinematográfica         | 40,9 × 28,8 (105 × 78)      | 0,75                |
| 17.11            | 2) Televisión: en el sello un televisor. En la hoja bloque algunos de los personajes de las series Cuéntame como pasó de La 1 (TVE), 7 vidas de Telecinco y Un paso adelante de Antena 3 (HB) | 40,9 × 28,8 (105 × 78)      | 0,75                |
| 17.11            | 3) Radio: en el sello un radio antiguo, la cabeza de un micrófono y los logotipos de RNE, la Cadena SER, Onda Cero y la COPE. En la hoja bloque se ven los logotipos de los programas El Tirachinas (COPE), Los 40 principales (Cadena SER), Noticias (Onda Cero), Clásicos populares (RNE) y los realizadores de este último programa: Fernando Argenta y Araceli González Campa (HB)     | 40,9 × 28,8 (105 × 78)      | 0,75                |
| 17.11            | 4) Prensa: en el sello un fotógrafo con una cámara. En la hoja bloque están ilustrados un periodista en acción y otro con un micrófono, un helicóptero, el objetivo de una cámara fotográfica y un chaleco antibalas, así como los nombres de cinco de los periódicos españoles más importantes: El País, El Mundo, el ABC, La Vanguardia, La Razón y El Correo (HB)                       | 40,9 × 28,8 (105 × 78)      | 0,75                |
| 17.11            | 5) Deportes: en la hoja bloque los retratos de Pedro Delgado (ciclismo), Paco Gento (fútbol), Carlos Sainz (rally) e Iñaki Urdangarín (balonmano). En el sello se puede observar la silueta del esquiador Paco Fernández Ochoa y la de Pedro Delgado, así como el nombre de estos cinco deportistas (HB)                                                                                   | 40,9 × 28,8 (105 × 78)      | 0,75                |
| 17.11            | 6) Música: motivo alusivo a la campaña en contra de la piratería musical, en el que se puede ver un CD y cinco manos con la palma extendida hacia arriba en señal de prohibición. En la hoja bloque están la frase «No a la piratería» y el logotipo de la organización Mesa Antipiratería. En el sello se puede leer el lema «España, mejor originales. Juega limpio con la cultura» (HB) | 40,9 × 28,8 (105 × 78)      | 0,75                |
| 17.11            | 7) Cómic: una serie de viñetas a cargo del historietista Joan Mundet que ilustran la colección literaria Las aventuras del capitán Alatriste del escritor Arturo Pérez-Reverte (HB) | 40,9 × 28,8 (78 × 105)      | 0,75                |
| 25.11            | «Iglesia de San Jorge» 1) La Iglesia de San Jorge en Alcoy (Alicante) | 28,8 × 40,9                 | 0,75                |
| 27.11            | «Vidrieras de la Catedral de Santa María» (HB) 1) En la hoja bloque una fotografía del interior de la Catedral de Santa María en Vitoria, de estilo gótico, y dos de las vidrieras. En el sello se reproduce un fragmento de una de las vidrieras, que representa una virgen rezando | 28,8 × 40,9 (105 × 78)      | 0,50                |
| 27.11            | «Herrería de Compludo, León» 1) Una rueda hidráulica medieval en la herrería de la localidad de Compludo (León), declarada Monumento Histórico | 40,9 × 28,8                 | 0,50                |
| 29.11            | «Cruceiro do Hio» 1) Detalle del Cruceiro de Hío (Pontevedra) | 28,8 × 40,9                 | 0,25                |
| 29.11            | «Navidad 2002» 1) El retablo Adoración de los Reyes en la Iglesia del Salvador de Calzadilla de los Barros (Badajoz) | 28,8 × 40,9                 | 0,25                |
| 29.11            | 2) El óleo Maternidad del pintor Goyo Domínguez | 28,8 × 40,9                 | 0,50                |